# Malformacja tętniczo-żylna

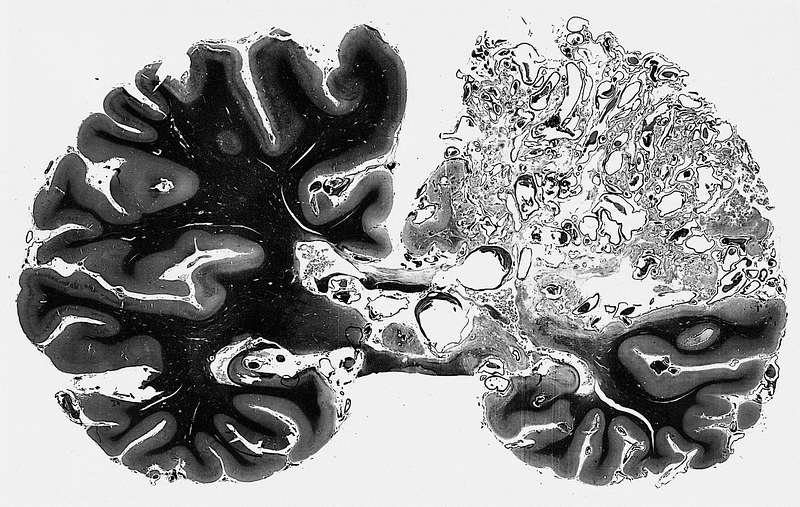
Obraz malformacji tętniczo-żylnej w preparacie sekcyjnym. Na czołowym przekroju mózgowia widać naczyniową zmianę zajmującą większość płata ciemieniowego i wywierającą niewielki efekt masy

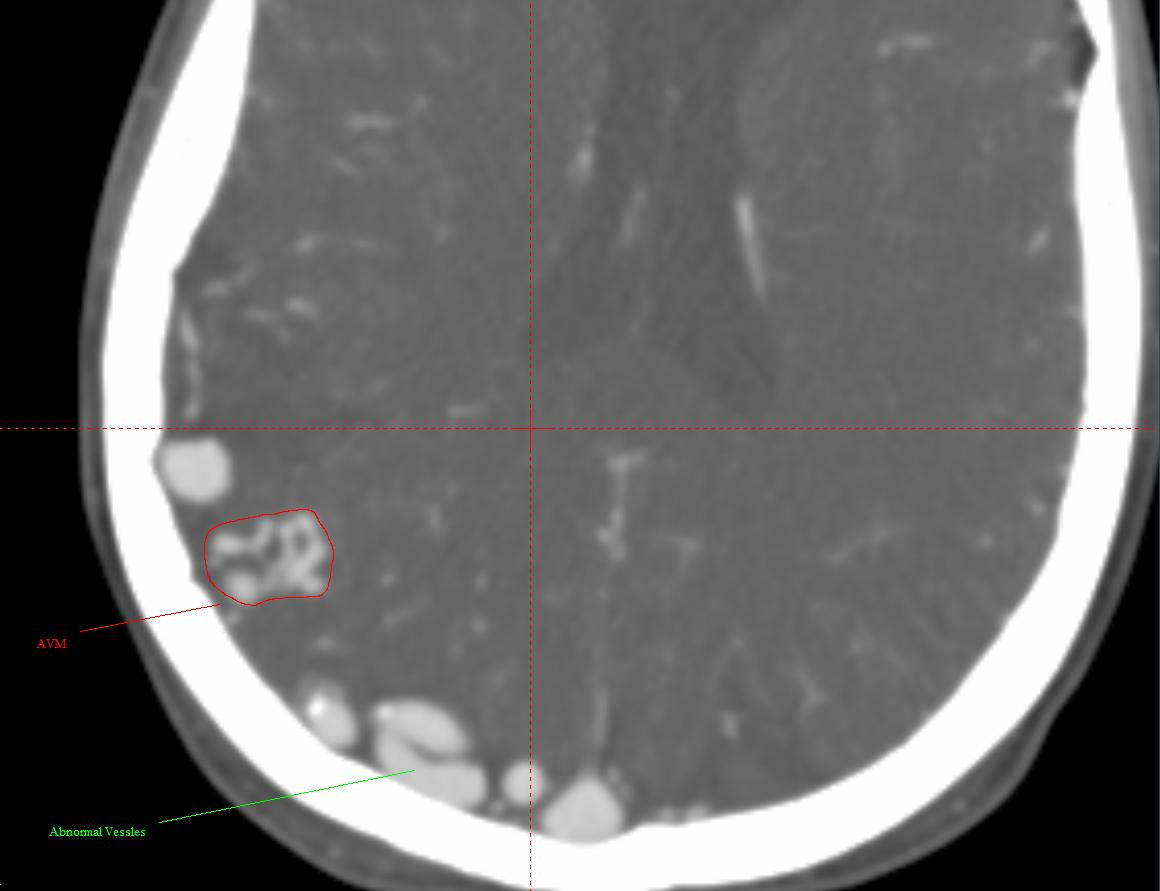
Obraz AVM w tomografii komputerowej ze wzmocnieniem kontrastowym

Malformacje tętniczo-żylne (naczyniaki tętniczo-żylne, łac. angioma arteriovenosum, ang. arteriovenous malformations, AVM) – ogniska konglomeratów nieprawidłowo poszerzonych tętnic i żył mózgowia, charakteryzujących się utratą prawidłowej organizacji naczyń drobniejszych niż tętniczki i brakiem łożyska naczyń kapilarnych, skutkującym przeciekiem tętniczo-żylnym. AVM mogą występować w każdym miejscu ośrodkowego układu nerwowego. Małe tętnice wchodzące w skład AVM nie posiadają warstwy mięśni gładkich. Nieprawidłowe naczynia tętnicze i żylne w kłębku, (gnieździe) (często określanym jako arteriovenous malformation nidus) są połączone przetoką, lub, częściej, wieloma przetokami. Bezpośrednie połączenie naczyń tętniczych i żylnych sprawia, że gradient ciśnienia między nimi jest bardzo wysoki; ścieńczenie ściany żył zwiększa ryzyko ich pęknięcia, którego skutki mogą być śmiertelne.

## Epidemiologia
Postęp w technikach obrazowania spowodował, że liczba diagnozowanych przypadków AVM, często bezobjawowych, znacznie wzrosła. Badania kliniczne wskazują na występowanie AVM u 0,14% populacji, w badaniach sekcyjnych częstość wady ocenia się na 0,5%. AVM są 7-10 razy rzadsze niż tętniaki wewnątrzczaszkowe.

## Objawy i przebieg
Najczęstszym objawem prowadzącym do rozpoznania AVM jest krwotok: śródmózgowy podpajęczynówkowy i (lub) dokomorowy  (dotyczy 42-72% pacjentów z AVM). Pierwszy krwotok następuje najczęściej między 20. a 40. rokiem życia. Istnieją sprzeczne doniesienia dotyczące ewentualnych zależności między wiekiem a ryzykiem krwotoku; jedne badania sugerowały większe ryzyko u starszych pacjentów, inne u młodych, a w jeszcze innych stwierdzano dwa szczyty częstości krwotoków w młodszym i starszym wieku albo stałą częstość niezmieniającą się z wiekiem. Drugim pod względem częstości objawem prowadzącym do rozpoznania jest napad padaczkowy. Częstym, ale niecharakterystycznym objawem są bóle głowy. Poza tym duże i olbrzymie malformacje mogą być przyczyną ogniskowych objawów neurologicznych powstałych w mechanizmie "zespołu podkradania". Wśród objawów malformacji wymienia się także problemy ze wzrokiem, osłabienie mięśni, problemy z poruszaniem się i mówieniem oraz zawroty głowy.

## Rozpoznanie
Rozpoznanie AVM opiera się na badaniach neuroobrazowych:
- tomografii komputerowej z podaniem środka kontrastowego (TK),
- obrazowanie rezonansu magnetycznego, rezonansu magnetycznego z podaniem środka kontrastowego lub bez podania środka (MR) np. przy przeciwwskazaniach do podania,
- angiografii – złoty standard - badanie inwazyjne - konieczne wykonanie przed planowanym leczeniem lub w przypadkach wątpliwych w obrazie TK i MR.

## Klasyfikacja
Do określenia stopnia ciężkości zabiegu operacyjnego malformacji tętniczo-żylnych używa się ośmiopunktowej skali Spetzlera-Martina.
| Kryterium      | Kryterium                      | Punkty |
| Średnica       | < 3 cm                         | 1      |
| Średnica       | 3 – 6 cm                       | 2      |
| Średnica       | > 6 cm                         | 3      |
| Umiejscowienie | Obszar nieistotny czynnościowo | 0      |
| Umiejscowienie | Obszar ważny czynnościowo      | 1      |
| Żyły drenujące | Powierzchowne                  | 0      |
| Żyły drenujące | Głębokie                       | 1      |

## Leczenie

### Embolizacja
Embolizacja jest jedną z metod małoinwazyjnej próby wyłączenia naczyniaka (także tętniaków). Polega ona na wewnątrznaczyniowym zaklejeniu naczynia za pomocą kleju, przez co w miejscu gdzie naczyniak się rozwinął ściana naczynia ulega wzmocnieniu, przez co eliminuje się możliwość pęknięcia i krwawienia. Zaklejanie polega na podejściu za pomocą mikrocewników z pachwiny do zmienionego chorobowo miejsca w mózgowiu. Zabieg trwa ok. 1-3 godzin, pacjent jest wybudzany zaraz po jego zakończeniu i przez ok. 1-2 doby powinien odpoczywać w pozycji leżącej. Należy jednak pamiętać, iż całkowite wyłączenie naczyniaków o rozległych sieciach naczyń wymaga kilku a nawet kilkunastu embolizacji, zaś z każdą następną wzrasta nieznacznie możliwość krwawienia. W przypadku dużych naczyniaków należy liczyć się z brakiem możliwości wyłączenia jego całości, co niesie za sobą jedynie tradycyjne leczenie chirurgicznie.